# Московская берестяная грамота № 3
Московская берестяная грамота № 3 обнаружена в Тайницком саду Московского Кремля (древний кремлёвский Подол) при раскопках 12 августа 2007 года. Самый длинный известный в настоящее время древнерусский текст на бересте.

## Технические сведения
Примечательна в нескольких отношениях:
- Первый содержащий связный текст берестяной документ из Москвы (грамота № 1, найденная в 1988 году, и № 2 из сезона 2007 года — небольшие фрагменты; лишь в 2015 году найдена грамота № 4, вторая с полноценным текстом);
- Самая большая до сих пор известная берестяная грамота по количеству слов (около 370 слов, 52 строки);
- Одна из двух практически полностью читаемых берестяных грамот, написанных чернилами (другая — новгородская грамота № 496).

Как и обе известные ранее московские грамоты, написана поперёк волокон бересты. В древности она была расчленена на 5 относительно широких и несколько очень узких вертикальных полосок. После реставрационных работ, а затем и филологического анализа, выполненного А. А. Зализняком и А. А. Гиппиусом, восстановлена большая часть текста грамоты. Размер первоначального документа — 31 × 19 см.
Грамота датируется концом XIV века. Написана двумя почерками, причём первому писцу принадлежат лишь две с половиной строки в начале. В древности документ был согнут вдвое, и часть непросохших чернил отпечаталась поверх текста.

## Содержание
Содержание грамоты — опись богатого имения некого Турабея (имя татарского происхождения), вероятно, составленная после его смерти. Помимо усадьбы в Кремле, Турабей владел также землёй под Суздалем. Возможно, «люди» Турабея несли военную службу.
В опись входят перечисленные поимённо работники и другие зависимые от феодала люди (имеющие его серебро «в деле»), большое количество «страдных» (рабочих) и «ездовых» лошадей — перечислено несколько различных категорий коней, их мастей и достоинств, — а также другие животные, различного рода утварь. Имущество Турабея (26 лошадей) неназванный автор «даёт» некому Кощею в присутствии другого знатного человека Елбуги (также с тюркским именем), ильинского игумена Фёдора, а также ряда других свидетелей.
Грамота содержит также написанную верхом вниз по отношению к основному тексту приписку, читающуюся существенно хуже (предположительно — дополнительный отчёт управляющего Турабея о расчётах, связанных с лошадьми).

## Исторический контекст
«Юрьевские Турабьевские села» упоминаются в духовных великих князей XV в. и предположительно отождествляются с суздальским имением Турабея. В том же веке на Клязьме в Московском уезде имелось село Турабьево. Носители имени Турабей и фамилии Турабьев отмечены в источниках XVI в.
Фигурирующий в грамоте в качестве свидетеля Елбуга, вероятно, тождествен известному по родословиям Олбуге, предку дворянского рода Мячковых.
Упоминание ильинского игумена Фёдора является первым упоминанием московского Ильинского монастыря, по которому названа улица Ильинка. Ранее об этом монастыре по источникам было известно только с 1508 г.

## Лингвистическая характеристика
Документ написан по книжной графической системе (с единичным отклонением), оба почерка — старший полуустав.
В лингвистическом отношении следует отметить характерное для московских документов XIV века (и отсутствующее в Новгороде) употребление формы множественного числа с числительным 2: двѣ коровы — как в современном языке, вместо древнего двѣ коровѣ; очень широкое употребление числовых форм на -еро вроде двоенадцатеро '12', дватцатеро и шестеро '26', некоторые элементы бытовой лексики (особенно терминология коневодства, названия категорий и мастей лошадей). Интересно присутствие тюркских и арабских имён собственных (Турабей, Елбуга, Баирам, Ахмед, Жалорь).